# Linum mexicanum
Linum mexicanum là một loài thực vật có hoa trong họ Linaceae. Loài này được Kunth mô tả khoa học đầu tiên năm 1823.